# Ней (Огайо)
Ней (англ. Ney) — селище (англ. village) в США, в окрузі Дефаєнс штату Огайо. Населення — 303 особи (2020).

## Географія
Ней розташований за координатами 41°22′50″ пн. ш. 84°31′15″ зх. д. / 41.38056° пн. ш. 84.52083° зх. д. (41.380577, -84.520844).  За даними Бюро перепису населення США в 2010 році селище мало площу 1,06 км², уся площа — суходіл.

## Демографія
Згідно з переписом 2010 року, у селищі мешкали 354 особи в 130 домогосподарствах у складі 98 родин. Густота населення становила 335 осіб/км².  Було 140 помешкань (132/км²).
Расовий склад населення:
| - 96,3 % — білих - 2,5 % — осіб інших рас |

До двох чи більше рас належало 1,1 %. Частка іспаномовних становила 4,5 % від усіх жителів.
За віковим діапазоном населення розподілялося таким чином: 31,4 % — особи молодші 18 років, 56,7 % — особи у віці 18—64 років, 11,9 % — особи у віці 65 років та старші. Медіана віку мешканця становила 35,8 року. На 100 осіб жіночої статі у селищі припадало 104,6 чоловіків;  на 100 жінок у віці від 18 років та старших — 89,8 чоловіків також старших 18 років.
Середній дохід на одне домашнє господарство  становив 49 673 долари США (медіана — 45 114), а середній дохід на одну сім'ю — 55 656 доларів (медіана — 48 750). Медіана доходів становила 36 667 доларів для чоловіків та 35 000 доларів для жінок. За межею бідності перебувало 7,3 % осіб, у тому числі 5,8 % дітей у віці до 18 років та 5,6 % осіб у віці 65 років та старших.
Цивільне працевлаштоване населення становило 154 особи. Основні галузі зайнятості: виробництво — 25,3 %, освіта, охорона здоров'я та соціальна допомога — 12,3 %, роздрібна торгівля — 11,7 %, будівництво — 11,7 %.